# Mikroduplikationssyndrom 17q11.2
Das Mikroduplikationssyndrom 17q11.2 ist eine sehr seltene angeborene Erkrankung mit den Hauptmerkmalen geistige Behinderung, frühe Glatzenbildung, Schmelzhypoplasie und auffälliges Gesicht.
Synonyme sind: Dup(17)(q11.2); Grisart-Destrée-Syndrom; Trisomie 17q11.2
Die Namensbezeichnung „Grisart-Destrée“bezieht sich auf die Hauptautoren der Erstbeschreibung aus dem Jahre 2008 durch die belgischen Humangenetiker Bernard Grisart, Anne Destrée und Mitarbeiter.

## Verbreitung
Die Häufigkeit wird mit unter 1 zu 1.000.000 angegeben, bislang wurde erst eine betroffene Familie beschrieben. Die Vererbung erfolgt autosomal-dominant.

## Ursache
Der Erkrankung liegen Mikroduplikationen auf dem Chromosom 17 in der Region Genort q11.2 zugrunde.

## Klinische Erscheinungen
Klinische Kriterien sind:
- intellektuelles Defizit
- frühe Glatzenbildung
- Schmelzhypoplasie
- Gesichtsauffälligkeiten wie spärliche Wimpern und Augenbrauen, langes Mittelgesicht, Hypoplasie des Jochbeines, gedoppelte Nasenspitze, schmale Oberlippe.

## Diagnose
Die Diagnose ergibt sich aus der Kombination klinischer Befunde und der humangenetischen Untersuchung.